# 傅賓鳳
傅賓鳳（1560年—1608年），字邦瑞，號騰阿，福建泉州府晋江县人，明朝政治人物。嘉靖庚申（官年）十二月十九日生。

## 生平
与侄子傅道統同登万历七年（1579年）己卯科福建鄉試第七十九名舉人，十七年（1589年）己丑科三甲一百六十二名進士，户部觀政，十八年二月初授中書舍人，八月丁内憂，二十一年復除原職，二十四年丁父憂，二十六年補原职，二十九年擢户部員外郎，監管德州倉。三十三年升郎中，三十六年官至廣東海道右參政，本年卒。

## 家族
曾祖傅銳；祖傅泓；父傅天球，以子貴，赠中書舍人，累贈户部郎中。从侄傅道統，同科進士。
娶王氏，封宜人，生三子：道立、道範，俱早卒，次道縉。